# 咸镜方言
咸镜方言或东北朝鲜语是朝鲜语的一支方言，分布在朝鲜东北部的咸镜北道、咸镜南道和两江道，都曾是咸镜道的一部分。19世纪以来，散居在中国东北地区和苏联的韩侨也有很多使用咸镜方言。
咸镜方言的特点包括：高低重音非常接近中世朝鲜语声调；广泛的颚化；频繁的元音变音；保留前中世朝鲜语的元音间辅音；独特的动词后缀；句法上，否定助词插入在助动词和主动词之间。

## 历史与分布

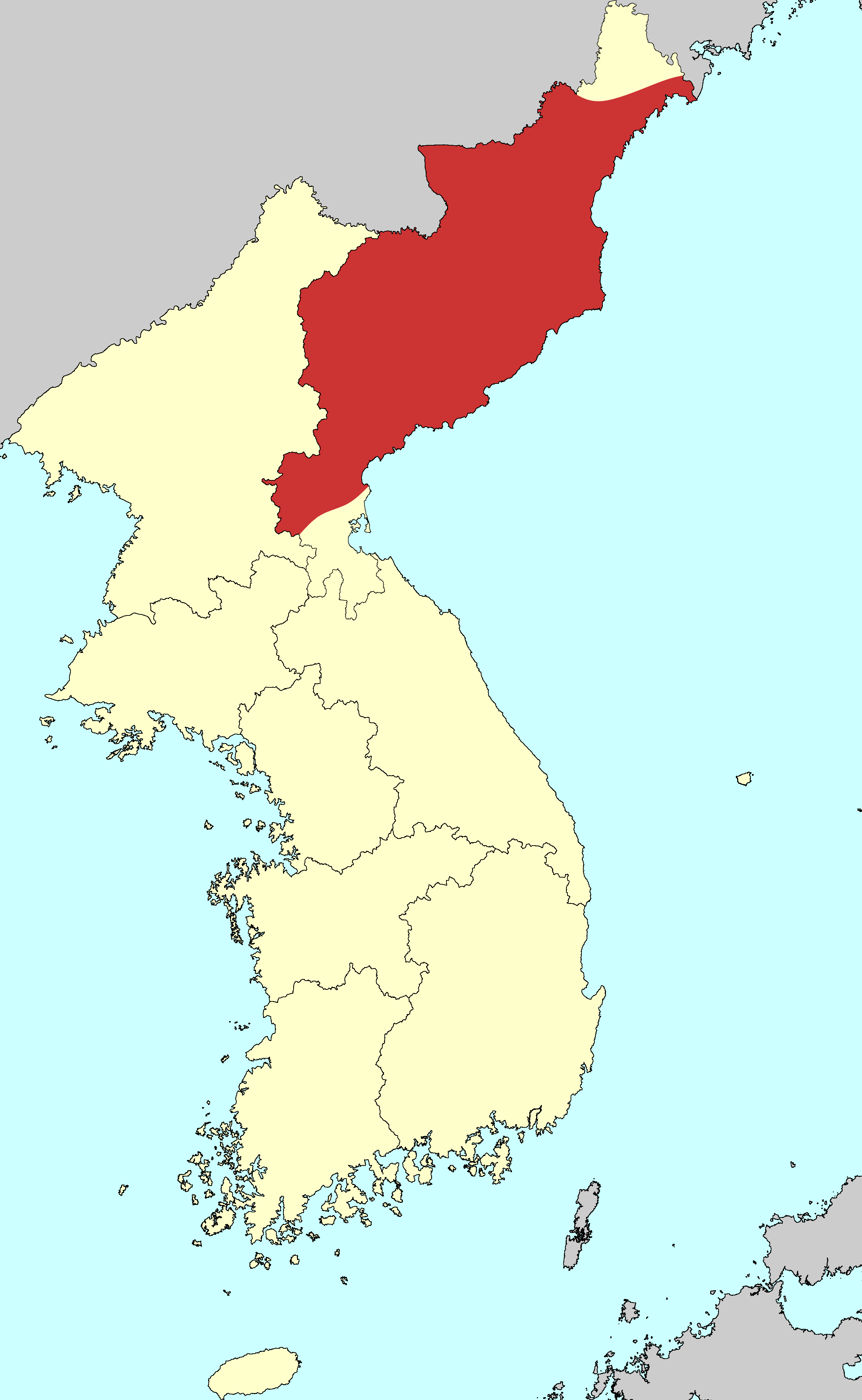
咸镜方言在传统朝鲜八道中的分布

咸镜方言是咸镜道东北部使用的朝鲜语方言。在图们江拐弯处以南的方言被归为独立的六镇方言，比主流咸镜方言还要保守得多。咸镜南道最南端的金野郡和高原郡口音没有高低重音，一般也不归为咸镜方言。
咸镜方言现在还分布在中国东北地区和中亚。19世纪末到20世纪初，由于朝鲜灾荒和日本殖民占领，咸镜道在内的许多朝鲜语人群移民到满洲东部和俄国滨海边疆区南部等地。移民到中国的朝鲜族后裔仍读、写、说朝鲜语，且享有地区自治权。1930年代，斯大林将俄属远东地区的全部朝鲜族（约25万人）集体流配到苏治中亚，以乌兹别克斯坦和哈萨克斯坦为主。于是产生了散布于中亚的朝鲜族小社群，内部仍保留着称为苏联朝鲜语的变体，但受当地语言和标准朝鲜语的严重压力，预计将在21世纪初彻底消亡。
目前，最保守的咸镜方言出现在中亚，因为朝鲜语在那里缺乏演变的动力，自然的语言变化也就终止了。在仍广泛使用咸镜方言的社区中，中国东北方言比现代朝鲜方言保守，因为后者自1960年代以来一直受国家推行的文化语影响。
第一部欧洲语言-朝鲜语词典，即Putsillo 1874的俄朝词典，即以咸镜方言为基础；作者在编写词典时住在海参崴。

## 音系
与东南庆尚方言相似，咸镜方言有明显的高低重音系统，最小对立对没有单独的声调，要加语气词或助词才能体现。例如， pay单独出现在咸镜方言中，可能是“梨”也可能是“腹”，但当后接主题标记 -nun时，pear-TOP便在第二个音节上加高调，实现为pay-nún；belly-TOP则在第一个音节上加高调，实现为páy-nun。不同于庆尚方言的声调，咸镜方言的声调是15世纪中世朝鲜语的忠实反映。中世朝鲜语高、升调变为咸镜方言高调，低调仍保持。元音长度则没有对立。吉州郡、金策市与端川市口音仍分高、低、升三种调。
咸镜方言将中世朝鲜语t(h)i-、t(h)y-、k(h)i-、k(h)y-颚化为c(h)i-、c(h)-，这与朝鲜语主流相同；而异于首尔方言，后者只颚化了后一对。
中世朝鲜语浊擦音/ɣ/、/z/、/β/在绝大多数现代方言中都消失了，但在庆尚方言和其他南部省份中则没有。内部构拟证据指出，它们来自/k/、/s/、/p/在元音间的弱化。庆尚方言和咸镜方言常常保留了/k/、/s/、/p/。
咸镜方言中，“t-不规则动词”来自中世朝鲜语词根以[t]结尾、接辅音始后缀、词根以[ɾ]结尾、接元音始后缀的词，甚至在元音前也实现为[l]。不过，与即使在中世朝鲜语中也总以[l]结尾的动词词干不同，古t-不规则动词会引起后接辅音的强化。这也与庆尚方言中t-不规则动词的演化相同。
咸镜方言传统上有10个元音，与非常保守的首尔方言的10个相对应。不过与首尔类似，/ø/、/y/已经裂化为/wɛ/、/wi/；/u/、/ɯ/也有现在几乎完成了的混同，/o/、/ə/也在逐渐合并，最终结果将是一种6元音系统。/u/、/ɯ/与/o/、/ə/的合并是20世纪中叶的朝鲜方言新出现的区域特征，现代平壤方言也有。标准朝鲜语/o/，尤其是语法结构中的，在咸镜方言中大多变为/u~ɯ/。例如，连词 ha-ko“与”在首尔方言中是[hago]，在咸镜方言则是 ha-ku [hagɯ]。
咸镜方言尚有能产的元音变音系统。/a/、/ə/、/u/、/o/、/ɯ/后接非舌冠音或前闭元音，会前化为/ɛ/、/e/、/y~wi/、/ø~wɛ/、/i/。有时这变化已经词化，比较咸镜方言 /køki~kwɛki/“肉”与首尔方言 /koki。元音变音也普遍见于庆尚方言。
在本土词中，中世朝鲜语CjV单化：例如中世 hye /hjə/ > 咸镜 hey /he/。汉字词中的CjV则变为变音单元音，现在又要裂化了：比较首尔 kyosil /kjosil/“教室”与咸镜 koysil /køsil~kwesil/。

## 语法
与所有朝鲜语方言相仿，名词要加格标记。
| 格        | 辅音后                      | 元音后                      | 首尔方言对应 |
| --------- | --------------------------- | --------------------------- | ------------ |
| 主格      | -i, -ika                    | -i, -ika                    | -i, -ka      |
| 宾格      | -u                          | -lu                         | -ul, -lul    |
| 工具格    | -ulu                        | -lu                         | -ulo, -lo    |
| 与-方位格 | 无生 -ey、 -i，有生 -(u)key | 无生 -ey、 -i，有生 -(u)key | -ey, -eykey  |
| 属格      | -u                          | -uy                         |              |
| 共格      | -ka                         | -ka                         | -oa, -koa    |

大多数分析认为，朝鲜语有3个语域，正式程度和对受话人的尊重成都各不相同，并以句末的动词后缀为标记。咸镜方言中一些比较独特的动词后缀有 -cipi，是使役后缀，表示确认或同意；正式后缀 -(s)wuta与中级后缀 -(s)ummey，都可根据语气用于陈述句、疑问句或祈使句；还有中级propositive语气后缀 -psey。非正式级后缀与标准朝鲜语相同。
非常罕见的是，咸镜方言否定助词（如ai“不”、mos“不能”）要置于主动词和助动词之间，异于其他朝鲜语方言（除六镇方言），后者的否定助词要么在主动词前，要么在助动词后。
| 술기도swulki-tocart-even넘어nem-ecross-INF못moscannot가오ka-ogo-DEC“连车都过不去”[咸镜] | 수레도suley-tocart-even못moscannot넘어nem-ecross-INF가오ka-ogo-DEC“连车都过不去”[首尔] |

## 词汇
具体的词汇差异主要有亲属称呼。例如“父亲”在标准朝鲜语中是abŏji（아버지），咸镜方言中是abai（아바이）或aebi（애비）。

### 引用
1. ↑  Hammarström, Harald; Forkel, Robert; Haspelmath, Martin; Bank, Sebastian (编). . . Jena: Max Planck Institute for the Science of Human History. 2016.
2. 1 2 3 4 5 6 7  Kwak 1998.
3. 1 2  Brown & Yeon 2015，第465頁.
4. ↑  Yeon 2012，第179–180頁.
5. ↑  Kwak 2018，第23–24頁.
6. ↑  Hub et al. 1983，第60頁
7. ↑  Lee & Ramsey 2000，第315頁.
8. ↑  Lee & Ramsey 2000，第320-324頁.
9. ↑  Lee & Ramsey 2000，第284, 320頁.
10. ↑  Lee & Ramsey 2000，第350頁，n. 6.
11. ↑  Lee & Ramsey 2000，第320頁.
12. ↑  Lee & Ramsey 2000，第325頁.
13. ↑  Kwak 2018，第22頁.
14. ↑  Yeon 2012，第172頁.
15. ↑  Kwak 2018，第14頁.
16. 1 2 3  Kwak 2018，第15頁.
17. ↑  Lee & Ramsey 2000，第331頁.
18. ↑  Lee & Ramsey 2000，第332頁.
19. ↑  Kwak 1993，第210頁

### 资料
- Brown, Lucien; Yeon, Jaehoon, , Brown, Lucien; Yeon, Jaehoon  (编), , Wiley: 459–476, 2015, ISBN 978-1-118-35491-9.
- Hub, Woong; Kim, Chin-u; Yi, Sang-ok; Lee, Ki-moon; Kim, Jin-p'yong, , Korean Art, Folklore, Language, and Thought 6, South Korea: UNESCO, 1983, ISBN 978-0-89209-019-8
- Kim, German,  (PDF), Acta Slavica Iaponica, 2007, 27: 103–123  [2023-10-17], （原始内容存档 (PDF)于2022-06-05）.
- Kwak, Chung-gu,   [Kinship Terms and Geographical Differentiation in the Hamgyong Dialect], Jindan Hakbo, 1993, 76: 203–239  [2023-10-17], （原始内容存档于2016-03-04） （韩语）.
- ———,   [The northeastern dialect], Sae Gugeo Saenghwal (National Institute of the Korean Language), 1998  [August 11, 2020], （原始内容存档于2020-11-11） （韩语）.
- ———,   [The northeastern dialects and Korean language studies], Gaesin Eomun Yeon'gu, 2018, 43: 5–42  [2023-10-17], （原始内容存档于2021-05-05） （韩语）.
- Lee, Iksop; Ramsey, S. Robert, , SUNY Press, 2000, ISBN 978-0-7914-4831-1.
- Putsillo, Mikhail Pavlovich, , Тип. Гогенфельден, 1874, OCLC 78070951 （俄语）.
- Yeon, Jaehoon, , Tranter, Nicolas  (编), , Routledge: 168–185, 2012, ISBN 978-0-415-46287-7.